# Cayabíes
Los cayabies (que, en su lengua, significa hombres blancos) son un grupo indígena que habita el norte de Brasil, en el estado de Mato Grosso, más precisamente en la reserva de Xingu y Apiaká Kayabi, aunque también se los puede encontrar en el suroeste de Pará, en las zonas indígenas y Cayabi Cayabi (Sur Glebe), sin embargo hasta el año 1940 se habían asentado principalmente entre los ríos Arinos, Teles Pires y dos Peixes, cerca del río Xingu. 
Son valientes guerreros y tienen cierto grado de hostilidad con sus visitantes.

## Vestimenta
Usan cocardas de diferentes colores y plumas aráras en los brazos, su cuerpo está pintado con tinta de urucún y en las mujeres solteras se pueden observar, geométricamente exactos, tatuajes de varios colores, sin embargo en las mujeres casadas estos tatuajes no apracen. Cubren sus genitales con un pequeño delantal uluri o tanga que los tapa muy poco, sin embargo todo su torso está desnudo.

## Comida, bebida y costumbres

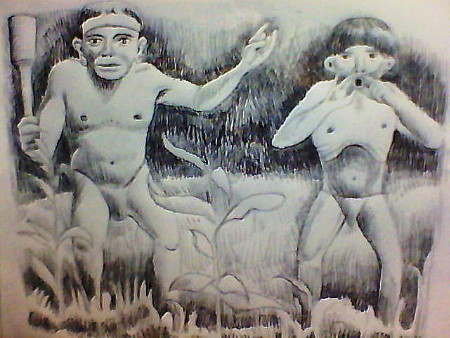
Cayabíes cazando

Los cayabíes son pescadores y cazadores, por lo que comen todo tipo de carne exceptuando la carne de ciervo pues  consideran esa actividad tabú. Su alimento preferido es el mono negro de nariz rosada y a veces ingieren hormigas grandes y otros insectos; toman vino en las festividades y agua de lluvia.
Suelen darse el baño matutino en el igarapí más cercano y duermen en hamacas de reducido tamaño. Cuando un niño alcanza los diez años se lo educa y se le enseña a cazar, usar borduna y nadar en los helados ríos. 
Frente a atactes pelean con lanzas hechas con tibias de ciervos que han hallado  muertos. A diferencia de otras tribus esta colectividad no usa flechas.

## Lengua
Hablan una lengua de la familia tupí-guaraní. Casi todos los cayabíes que habitan en el Parque del Xingú son bilingües y dominan su lengua y el portugués. Algunas personas que viven en los pueblos de otros grupos, o casados con personas de otra etnia, también hablan un tercer idioma. De acuerdo a la información de los indios, muchos cayabíes, que viven fuera del Parque Xingu ya no hablan la lengua nativa. También se les llama cajahis, cajabis, kajabi, caiabis, kawaiwete, kayabi, kayaby, parua, o la Gente Maquiri.